# جاكسون موليكا
جاكسون موليكا (مواليد 4 أكتوبر 1999) هو لاعب كرة قدم من الكونغو، يلعب كمهاجم في نادي بشكتاش التركي.

## روابط خارجية
- جاكسون موليكا على موقع الاتحاد الأوربي (الإنجليزية)
- جاكسون موليكا على موقع اتحاد تركيا (لاعب) (الإنجليزية)
- جاكسون موليكا على موقع قاعدة بيانات كرة القدم.إي يو (الإنجليزية)
- جاكسون موليكا على موقع ناشيونال فوتبول تيمز (الإنجليزية)
- جاكسون موليكا على موقع Soccerway.com (الإنجليزية)
- جاكسون موليكا على موقع عالم كرة القدم.نت (الإنجليزية)